# Мститель (фильм, 1980)
«Мститель» (англ. The Exterminator) — кинофильм. Также известен как «Экстерминатор» и «Истребитель».

## Сюжет
Два друга - Майкл Джефферсон и Джон Истлэнд вместе прошли Вьетнамскую войну. В мирной жизни они оба работают на складе грузчиками. В один из дней банда хулиганов пытается украсть товар со склада. Майкл и Джон вдвоём одолевают молодчиков. Но позже отморозки, подкараулив Майкла, избивают его, и он остаётся инвалидом. 
И тогда Джон начинает свой крестовый поход против преступников нью-йоркских улиц. И первыми, кто получит по заслугам от разъярённого мстителя, будут именно те ублюдки, покалечившие его друга.

## В ролях
- Саманта Эггар — доктор Мэган Стюарт
- Кристофер Джордж — детектив Джеймс Далтон
- Роберт Гинти — Джон Истлэнд
- Стив Джеймс — Майкл Джефферсон
- Деннис Буцикарис — Фрэнки

## Факты
- В фильме неоднократно мелькает продукция пивоваренной компании White Rock Beverages (коробки с пивом и грузовой фургон).
- Когда полиция нагрянула в квартиру Джона Истлэнда, один из полицейских в ожидании Джона читает Поваренную книгу анархиста.
- Существует продолжение фильма ("Мститель -2"), но он провалился в прокате.